# Jocs Mediterranis de 1993
Els dotzens Jocs Mediterranis es van celebrar a la regió de Llenguadoc-Rosselló (França), del 16 al 27 de juny de 1993, amb Agde com la ciutat central dels competicions. La competició es disputà dos anys després de l'anterior edició (en lloc dels quatre habituals), ja que es passà a disputar dels anys anteriors als Jocs Olímpics als anys posteriors. No fou atorgada a una ciutat concreta sinó a una regió. Es disputaren proves a Narbona, Besiers, Agde, Nimes o Perpinyà.
Hi participaren un total de 2.598 esportistes (1.994 homes i 604 dones) en representació de 19 estats mediterranis. Es disputaren un total de 217 competicions de 24 esports.

## Medaller
| Pos. | Estat                | Or | Plata | Bronze | Total |
| ---- | -------------------- | -- | ----- | ------ | ----- |
| 1    | França               | 83 | 55    | 56     | 194   |
| 2    | Itàlia               | 38 | 45    | 43     | 126   |
| 3    | Turquia              | 34 | 19    | 9      | 62    |
| 4    | Grècia               | 17 | 25    | 24     | 66    |
| 5    | Espanya              | 14 | 41    | 33     | 88    |
| 6    | Croàcia              | 9  | 6     | 19     | 34    |
| 7    | Marroc               | 7  | 6     | 14     | 27    |
| 8    | Algèria              | 5  | 5     | 12     | 22    |
| 9    | Eslovènia            | 5  | 6     | 8      | 19    |
| 10   | Egipte               | 4  | 9     | 16     | 29    |
| 11   | Síria                | 4  | 2     | 5      | 11    |
| 12   | Bòsnia i Hercegovina | 2  | 0     | 1      | 3     |
| 13   | Tunísia              | 1  | 1     | 8      | 10    |
| 14   | Albània              | 0  | 2     | 0      | 2     |
| 15   | Xipre                | 0  | 1     | 2      | 3     |
| 16   | San Marino           | 0  | 1     | 0      | 1     |
| 17   | Malta                | 0  | 0     | 1      | 1     |